# Polygordius
Bei der Gattung Polygordius, die mit rund 15 Arten gleichzeitig die monogenerische Familie Polygordiidae und die Ordnung Polygordiida bildet, handelt es sich um eine Gruppe winziger bis kleiner, im Sandlückensystem lebender und sich von Bakterien ernährender Vielborster (Polychaeta), die in Meeren weltweit zu finden sind. Auf Grund ihrer schwachen oder fehlenden Segmentierung und oft nicht vorhandenen Parapodien und Borsten können sie leicht mit Fadenwürmern verwechselt werden.

## Merkmale
Die Polygordiidae haben einen schlanken, fadenförmigen, bis zu 10 cm langen und 1 mm breiten Körper, der etwa 185 Segmente zählen kann. Am Prostomium befindet sich ein Paar fester, steifer Palpen (auch als „Tentakel“ bezeichnet) und bei manchen Arten auch zwei pigmentierte Augen. Eine äußere Segmentierung ist nur schwer erkennbar oder fehlt auch völlig, und die Körperoberfläche ist glatt und leicht schillernd. Bewimperung gibt es in den Nuchalschlitzen, manchmal an den Palpen und selten in verstreuten Wimpernbüscheln. Parapodien fehlen ebenso wie Borsten. Am knollenförmigen Pygidium befindet sich ein Kreis von Klebdrüsen, und auch ein Paar Analcirren kann vorhanden sein.

## Lebensraum
Die Polygordiidae leben im Sandlückensystem grober Sedimente an Meeresufern und in der Gezeitenzone.

## Entwicklungszyklus
Die Polygordiidae sind in der Regel getrenntgeschlechtlich, doch wurde Polygordius triestinus als Zwitter beschrieben. Die Eizellen und Spermien werden durch Zerreißen der Körperwand ins freie Meerwasser entlassen, wo die Befruchtung stattfindet. Die Entwicklung verläuft zunächst über eine frei schwimmende Trochophora-Larve, die sich sodann entweder zu einer „Exolarve“, bei der die neu gebildeten Segmente hinten am Vorderteil der Larve hängen (so bei Polygordius neapolitanus) oder zu einer „Endolarve“ entwickeln, bei der die neu gebildeten Segmente nach innen gestülpt sind (so bei Polygordius appendiculatus). Bei der Metamorphose zum kriechenden Wurm wirft das Tier einen Teil seines Körpers ab und frisst ihn auf.

## Systematik
1868 beschrieb Friedrich Anton Schneider gleichzeitig mit der Gattung Polygordius deren Typusart Polygordius lacteus. 1882 stellte Voldemar Czerniavsky die monogenerische Familie Polygordiidae auf. 1904 beschrieb John Percy Moore in einer neuen monotypischen Gattung die neue Art Chaetogordius canaliculatus von Cape Cod, die im Gegensatz zu den Polygordius-Arten an den hinteren Segmenten Borsten besitzt. Seitdem wurde diese Art nicht mehr gefunden, und nach Ansicht von Rota und Carchini (1999) waren Körperteile unterschiedlicher Arten Grundlage für diese Artbeschreibung, womit sie ungültig wäre. Die Polygordiidae werden heute als monogenerische Familie mit der einzigen Gattung Polygordius angesehen. Marian Hope Pettibone beschrieb 1982 die Ordnung Polygordiida mit der einzigen Familie Polygordiidae.
Zur Gattung Polygordius gehören folgende Arten:
- Polygordius antarcticus Rota & Carchini, 1999
- Polygordius appendiculatus Fraipont, 1887
- Polygordius epitocus Dawydoff, 1905
- Polygordius erythrophthalmus (Giard, 1880)
- Polygordius eschaturus Marcus, 1948
- Polygordius ijimai Izuka, 1903
- Polygordius jouinae Ramey, Fiege & Leander, 2006
- Polygordius lacteus Schneider, 1868
- Polygordius leo Marcus, 1955
- Polygordius madrasensis Aiyar & Alikuhni, 1944
- Polygordius neapolitanus Fraipont, 1887
- Polygordius pacificus Uchida, 1935
- Polygordius triestinus Woltereck in Hempelmann, 1906
- Polygordius uroviridis Aiyar & Alikuhni, 1944
- Polygordius villoti Perrier, 1875